# Brittoli
Brittoli là một đô thị thuộc tỉnh Pescara trong vùng Abruzzo của Ý. Đô thị này có diện tích 15 km², dân số 414 người. Các làng trực thuộc:. San Vito, Boragne, Cerqueglio, Cona, Fonte Moro, Intro d'Acqua, Pagliaro di Tono, Peschiole, Spinaci. Các đô thị giáp ranh gồm: Capestrano (AQ), Carpineto della Nora, Civitaquana, Corvara, Pietranico, Vicoli, Villa Santa Lucia degli Abruzzi (AQ).